# Missiën van Scheut
De Missiën van Scheut is een geïllustreerd maandblad dat werd uitgegeven vanaf 1889 tot 1970 door de Congregatie van het Onbevlekt Hart van Maria, beter bekend als congregatie van Scheut. Het is één van de vele missieperiodieken die verspreid werden in België en andere Europese landen. Het blad bevat informatie over de activiteiten van de missionarissen van Scheut die gedurende deze periode actief waren in wat nu Mongolië, China, Congo, Filippijnen, Verenigde Staten van Amerika, Dominicaanse Republiek, Haïti, Japan, Guatemala, Brazilië, Kameroen, Zambia, Senegal en Nigeria is. Naast laagdrempelige verhalen van missionarissen bevat de uitgave ook wetenschappelijke bijdragen over deze gebieden.

## Geschiedenis
De Congregatie van het Onbevlekt Hart van Maria kwam tot stand door de inspanningen van Theophiel Verbist, die als jonge priester besloot missionaris te worden. Toen hij hoorde dat er een tekort aan weeshuizen was in China, maakte hij concrete plannen om daar iets aan te doen. Hij kreeg in 1862 toestemming van de Propaganda Fide om een missiecongregatie op te richten die in Mongolië aan het werk zou gaan. Op korte tijd recruteerde Verbist enkele priester-vrienden, namelijk Aloïs van Segvelt, Frans Vranckx en Remi Verlinden, die met hem in Azië zieltjes zouden winnen en ‘verlaten kinderen’ zouden opvangen.
De congregatie spitste zich toe op het opleiden en uitzenden van missionarissen en bouwde verder geen activiteiten uit in België. Missionarissen van deze congregatie zijn beter bekend als scheutisten. Scheut verwijst naar de plaats van het eerste noviciaatshuis (opleidingshuis) nabij een verlaten kartuizerkerk in Scheut (Anderlecht), de thuisbasis van de congregatie in België.
In 1865 vertrok een eerste missie naar China. Kort daarop werd vicariaat Mongolië toevertrouwd aan de congregatie en nog geen twee decennia later bedienden ze er drie vicariaten. In 1889, op initiatief van algemeen overste Jeroom Van Aertselaer, werd gestart met een maandelijks tijdschrift om de werking van de congregatie onder de aandacht te brengen van een Europees publiek, naar voorbeeld van Les Missions Catholiques en andere missionaire uitgaven.
Het blad wilde weldoeners, vrienden en familie van de zendelingen informeren over het leven en de activiteiten in de missiegebieden. Op dat moment groeide de organisatie enorm. Het ledenaantal steeg - ongeveer 100 leden rond 1889 - en de congregatie begon op aandringen van koning Leopold II aan de uitbouw van een missie-apostolaat in Kongo-Vrijstaat. Bij de start van de periodiek verscheen er zowel een Nederlandstalige editie van het maandblad als een Franstalige, respectievelijk onder de naam Missiën in China en Congo en Missions en Chine et au Congo.
Onder invloed van nieuwe werkgebieden in de Filippijnen, Verenigde Staten en Nederlands-Indië wijzigde de naam van het tijdschrift in 1908 naar Missiën in China, Congo en Philippijnen en Missions en Chine, au Congo et aux Philippines en rond de Tweede Wereldoorlog naar Missies van Scheut en Missions de Scheut.
In 1969 werden er nog steeds twee edities verspreid. De Nederlandstalige uitgave, Scheut, werd echter vanaf 1970 samen met andere tijdschriften van de congregatie opgenomen in Wereldwijd. Tijdschrift over evangelizatie en ontwikkelingssamenwerking. Deze beslissing kaderde in de gewijzigde visie op missionering onder invloed van Vaticanum II (1962-1965). De Franstalige uitgave, Monde et Mission, bleef tot 1974 apart verschijnen om dan ook te stoppen. Een laatste fusiebeweging vond in 2003 plaats. Wereldwijd werd samen met De Wereld Morgen (uitgave van het toenmalige Nationaal Centrum voor Ontwikkelingssamenwerking) MO*. Mondiaal Magazine dat ook als bijlage bij Knack verspreid werd. Het in origine missionair tijdschrift en contactblad evolueerde zo naar een meer algemene uitgave voor samenlevingsopbouw en ontwikkelingssamenwerking.

## Inhoud en illustratries
Het tijdschrift werd van bij de start in 1889 geïllustreerd met één of twee afbeeldingen en voorzien van een kleurrijke, vormgegeven omslag. Men vindt er vroege foto’s en prenten van de omgeving waarin zendelingen vertoefden, christelijke en niet-christelijke bebouwing, lokale fauna en flora en de bevolking. Elke editie werd voorzien van een inhoudstafel. Daarnaast waren er enkele pagina’s voorbehouden voor reclame.
De inhoud van het blad bestond voornamelijk uit brieven van missionarissen over allerhande onderwerpen, zoals reisindrukken van nieuwe zendelingen, bijzondere dieren, plaatselijke gebruiken, bouwtechnieken of hoe de eerste contacten met bewoners bij aankomst in nieuwe gebieden verliepen. Op het einde volgden de overlijdensberichten en de rubriek “Giften”, waarin de instrumentele waarde is af te lezen van het tijdschrift om de relatie met schenkers voor goede doelen aan te halen. Sinds 1963 werden ook berichten van de verbonden Zusters van de Jacht opgenomen en ziet men kruiswoordraadsels verschijnen. In 1966 verschijnt ook een rubriek “Tienerfront”.
De redactie bracht populariserende artikels, maar in elk nummer werd ook een wetenschappelijke bijdrage opgenomen om de lezer diepgaand te introduceren in de context waarin zendelingen werkten en leefden. Een eerste is een taalkundige bijdrage over het woord “foe-moe” (vader-moeder). Het illustreert de grote interesse in de cultuur en leefwereld waarin de paters vertoefden en de wetenschappelijk activiteiten die ze daar ontplooiden.

## Abonnering
De uitgave bedroeg in 1889 circa 16 pagina’s. Ze werd toen maandelijks tot tien keer per jaar verzonden en kostte 2,5 fr. in België, 1,5 gulden in Nederland (door de post opgehaald) en 2,5 fr. in andere landen (exclusief portkosten). Deze periodiciteit bleef behouden gedurende het 80- en 87-jarig bestaan.   
De uitgave varieerde in grootte doorheen de jaren: in 1905 bedroeg het circa 26 pagina’s, in 1966 circa 41 pagina’s  In de oorlogsperiodes werd de druk gestaakt.